# أندريس ليوناردو ماركيز
أندريس ليوناردو ماركيز (بالإسبانية: Andrés Leonardo Márquez)‏ (3 سبتمبر 1984 في الأوروغواي - ) هو لاعب كرة قدم أوروغواني في مركز الهجوم. لعب مع بيلا فيستا ورامبلا جونيورز وريفر بليت وناسيونال مونتيفيديو وهيبي شينا فورشن وHeredia Jaguares de Peten ‏ وBeijing Institute of Technology F.C. ‏ ونادي سيرو وسنترو أتلتيكو فينكس ‏.

## وصلات خارجية
- أندريس ليوناردو ماركيز على موقع قاعدة بيانات كرة القدم.إي يو (الإنجليزية)
- أندريس ليوناردو ماركيز على موقع Soccerway.com (الإنجليزية)